# Храм Дашаватара
Храм Дашаватара (Dashavatara Temple) — ранний брахманский храм в честь бога Вишну, возведённый в эпоху правления Гуптов и сохранившийся до наших дней. Храм располагается в местности Деогарх в южной части штата Уттар-Прадеш, в 113 км к югу от города Джханси. Место получило свою известность благодаря великолепно сохранившемуся храму из каменной кладки. Храм датируется V—VI веком и его название связывают с дашаватара («десятью воплощениями» Вишну). Храм имеет квадратную форму, каждая сторона составляет около 6 метров в ширину. Его венчает полуразрушенный купол, который первоначально достигал в высоту 12 метров.
Храм Дашаватара иллюстрирует одну из первых попыток строительства башенного верха (шикхары) в храмовой архитектуре. По своим скромным размерам и квадратной конструкции храм мало напоминает грандиозные и богатые индуистские храмы позднего периода. Однако именно храм в Деогархе считается эталоном, который послужил прототипом и предопределил развитие индуистского храмового зодчества. Храм украшен великолепными резными каменными фигурами. Божественные изображения вырезаны в больших панелях на боковых стенах, вокруг единственной двери, ведущей в святилище, а также на фризах в верхней части стен. Изображение божественных воплощений Вишну в Деогархе стали каноническими для храмов, построенных столетия спустя.
Считается, что Храм Дашаватара — один из двух древнейших храмов-башен раннего периода Гуптов. Другим родственным сооружением является большой кирпичный храм в Бхитаргаоне. C 1951 года храм входит в число национально значимых памятников Индии.
Значительный вклад в изучение храма принадлежит индологу русского происхождения Александру Любоцкому, профессору сравнительного индоевропейского языкознания из Лейденского университета (Нидерланды).

## Изучение храма

Общий вид храма Дашаватара, фотография 1897 года.

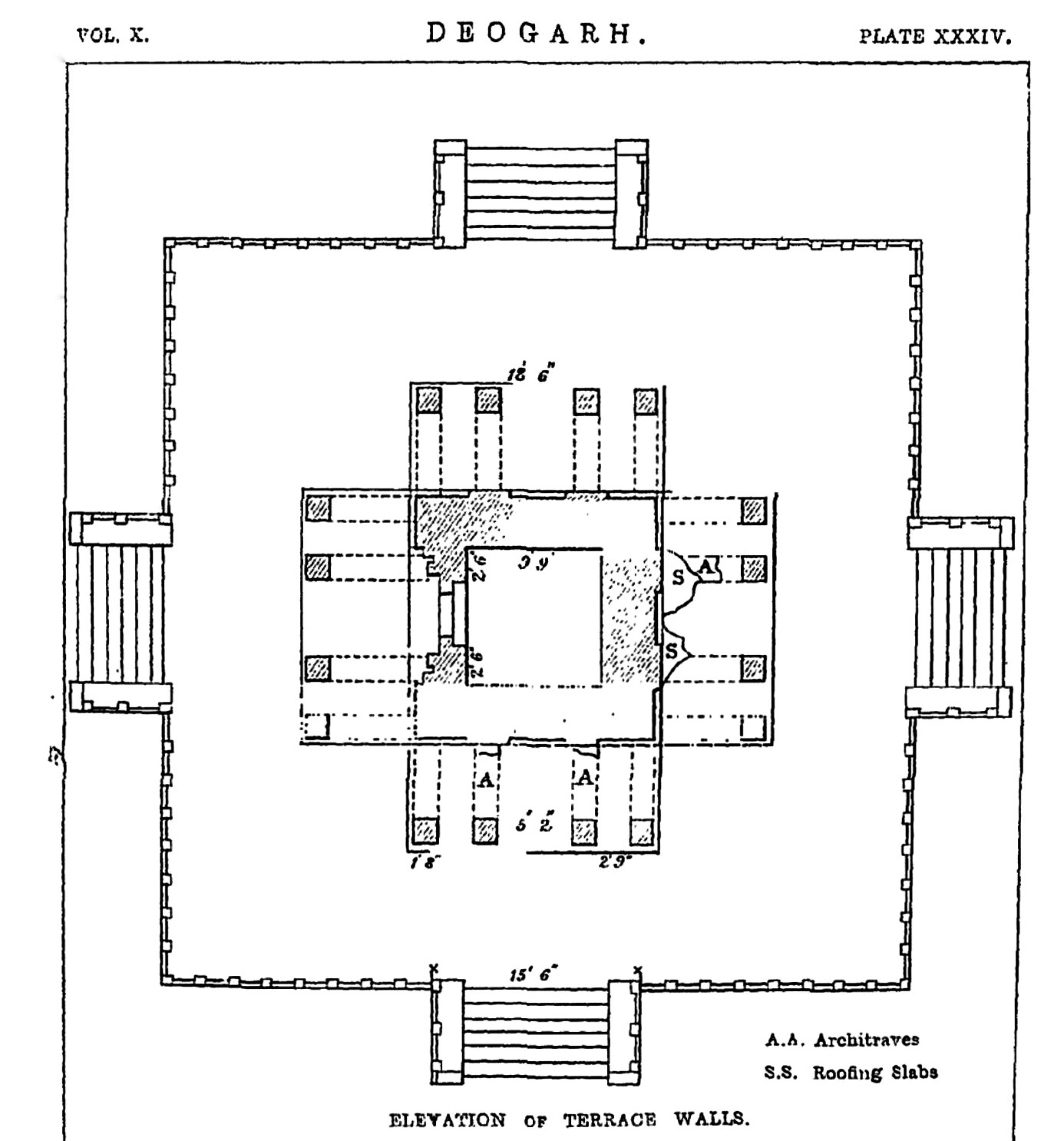
Зарисовка плана храма Мадхо Саруп Ватс, 1952 год

Первое научное описание храма привёл «отец» индийской археологии британский индолог Александр Каннингем. Его отчёт о найденном сооружении опубликован в 1880 году. В нём Каннингем лаконично описал храмовые руины и предложил свою версию первоначального вида храма. Археолог также первым высказал гипотезу, что он построен в период династии Гуптов и посвящён Вишну. В 1917—1918 годах другой археолог, Дайя Рам Сахни (первый индиец, назначенный директором Археологической службы Индии с 1931 году по 1935 годы), обнаружил каменную платформу, на которой возвышался храм, а также основания не сохранившихся четырёх меньших святынь по углам платформы. В 1952 году Мадхо Саруп Ватс (директор Археологической службы Индии с 1950 по 1954 годы) опубликовал полное описание храма с указанием его замеров, а также вариант его реконструкции.
Годы возведения храма остаются неизвестны, индологи оперируют предположительным периодом его постройки. Каннингем полагал, что храм вряд ли был начат ранее 600 года и возведён не позднее 700 года. Другие исследователи называют более ранние сроки. Британский искусствовед Перси Браун (1872—1955) и упомянутый Мадхо Саруп Ватс датировали храм 500 годом. Джоанна Готтфрид Уильямс, профессор Калифорнийского университета в Беркли, исходя из состояния изваяний божеств предположила, что храм строился в два этапа: в 500 году и с 520 по 550 годы. Во всяком случае, мнения сходятся на том, что храм завершён не позднее первой половины VI века.

## Образцовый храм
Исследователи полагают, что Храм Дашаватара упоминается в священном тексте «Вишну-дхармоттара-пурана». Он представляет собой сборник коротких трактатов, посвящённых грамматике санскрита, поэтике, танцам, пению, музыке, живописи, иконографии и архитектуре. Трактаты оформлены как диалог между царём Ваджрой, задающим вопросы, и мифическим мудрецом Маркандея, отвечающий ему своими наставлениями. Храмовая архитектура занимает заметное место в пуране, в ней изложены характеристики и классификация храмов, описан образцовый храм, а также раскрыты основы вайшнавской иконографии. Единственным храмом, подробно описанным в «Вишну-дхармоттара-пуране», является так называемый «храм Сарватобхадры» (Sarvatobhadra temple). Он представлен как уникальное сооружение, дарующее многочисленные блага своим посетителям.
Храм Сарватобхадры является эталонным храмом, обладающем всеми необходимыми качествами. Его главная святыня посвящена четырём аспектам Вишну, которые отражают его божественную природу. По всем описаниям эталонный храм совпадает с Храмом Дашаватара в Деодархе. Об этом указывают ориентация, платформа, лестница, рельеф над дверным проёмом, рельефы в глубоких нишах на трёх стенах вокруг святилища, малые святилища по углам платформы и другие описания, повторяющие конструкцию и иконографические изображения Храма Дашаватара.
Неизвестный автор «Вишну-дхармоттара-пураны» провозглашает:

Эту обитель Вишну… нужно увидеть, потому что человек, который её увидит, освобождается от всех грехов и достигает заслуг…
— Вишну-дхармоттара-пурана, текст 87.63
Автор текста, по всей видимости, был глубоко впечатлён красотой и великолепием Храма в Деогархе. Он целиком посвятил ему отдельную главу и подробно описал его иконографическое богатство. Благодаря тексту известно, как первоначально выглядел храм, несмотря на то, что многие его элементы и строения не сохранились.
Современный вид Храма Дашаватара
|  |  |  |

## Посвящение храма Вишну
Текст «Вишну-дхармоттара-пурана» провозглашает, что храм посвящён Хари (Богу) как «чатур-атме» (caturatma), то есть обладающему четырьмя аспектами. Выражение «чатур-атма», по всей видимости, синонимично «чатур-вьюхе» (caturvyha), или четырём эманациям божественной природы Вишну-Кришны. Таким образом, современное название «Дашаватара» не вполне корректно: Храм посвящён не десяти аватарам Вишну, а его четырём эманациям-проявлениям.
О том, что Вишну является главным божеством храма, нет никаких сомнений. На это указывает рельеф над дверным проёмом (так называемый «лалатабимба», lalatabimba). На нём изображён Вишну, сидящий словно на троне на тысячеглавом змее Ананта-Шеше. Рядом с ним находится его супруга, богиня Лакшми, которая массирует стопы Вишну, а также два аватара. Справа расположен Нарасимха (человек-лев), а слева — Вамана (карлик-брахман). Рельефы в широких и глубоких нишах по трём внешним сторонам храма изображают различные сцены с Вишну. На север смотрит образ Вишну-защитника, освобождающего царя слонов от нападения крокодила (знаменитая сцена «Гаджендра-мокша»). Однако вместо традиционного крокодила в ранней версии истории фигурирует змея, которую можно увидеть на барельефе. На востоке находится панель с Вишну в облике двух мудрецов Нара и Нараяны. Наконец, лицом на юг Вишну возлежит в молочном океане на змее Ананта — образ, получивший название Ананташаяна.
По всей видимости, четыре стороны храма посвящены четырём эманациям Вишну. Вход представлен Васудевой; сцена «Гаджендра-мокша» символизирует Санкаршану или разрушителя мира; пара Нара-Нараяна отождествляется с Прадьюмной, хранителем мира; Ананташаяна ассоциируется с Анируддхой или созидающим аспектом Вишну.
Главные панельные рельефы Храма Дашаватара
|                                                                                |                                                            |                           |                                |
| Вход: Вишну, восседающий на Ананта-Шеше в окружении Лакшми, Нарасимхи и Ваманы | Север:«Гаджендра-мокша» - Вишну спасает слона от крокодила | Восток: пара Нара-Нараяна | Юг: Вишну в образе Ананташаяна |

Иконографический ряд храма Дашаватара тесно связан с учением Панчаратры. Он представляет аналоги божественных образов чатур-вьюха периода Кушанского царства. Однако в отличие от своих предшественников, архитекторы и строители в Деогархе выразили единство четырёх эманаций Вишну не в одном изображении, а в форме одного здания, четыре стороны которого посвящены четырём божественным проявлениям.

## Скульптурное убранство
Индийское искусство гуптского периода признано классическим. Трепетно-восторженное отношение индийских художников к миру выразилось в лаконичности линий и обобщённости объёмов, в высокой степени идеализации образов. Скульптуры и барельефы Храма Дашаватара являются ярким тому примером. Это памятник ранней гуптской архитектуры, положивший начало развитию храмовых образов. Его стены украшены горельефами на пуранические сюжеты, связанные с Вишну.
Легенды про Вишну отражены на внутренних и внешних стенах храма. Помимо образов с Вишну в оформлении храма представлены небольшие изображения различных богов и богинь, таких как Шива и Парвати, Картикея, Брахма, Индра, речные богини Ганга и Ямуна, а также панель с пятью братьями-Пандавами из эпоса «Махабхарата». Кроме того, на небольших барельефах изображены светские сцены и влюблённые пары, находящиеся на разных стадиях романтического ухаживания.
На одном из второстепенных барельефов представлена сцена, где Рама освобождает от проклятия Ахалью. Сегодня барельеф хранится в Национальном музее в Нью-Дели. В вайшнавизме Рама почитается как одно из полных воплощений Вишну, пурна-аватара. Храм Дашаватара является первым, где образ Рамы встречается наряду с другими воплощениями Вишну. Таким образом, Храм Дашаватара представляет свидетельство того, как спустя тысячу лет после составления эпоса «Рамаяна» Рама вошёл в вайшнавский пантеон.
Завершая описание храма в Деогархе, искусствовед Перси Браун в своей книге «Индийская архитектура» отмечает:

Когда оно было закончено, здание, несомненно, обладало редким достоинством в правильном сочетании практической полезности и высочайшего художественного искусства. Немногие памятники могут продемонстрировать столь высокий уровень мастерства в сочетании с зрелостью и богатой утонченностью скульптурного эффекта как храм Гуптов в Деогархе
— Браун П. "Индийская архитектура: буддистский и индуистский периоды"
Второстепенные скульптуры Храма Дашаватара
|                                                               |                                                                   | |                              |                                      |
| Барельеф с богиней Дургой, убивающей демона в обличье буйвола | Убранство входной двери с образами духов-якшей и человеческих пар | Панель с Пандавами: в центре находится Юдхиштхира, слева — Бхима и Арджуна, справа — Накула и Сахадева, крайняя фигура справа — Драупади | Танцующий гана, спутник Шивы | Рама освобождает от проклятия Ахалью |

## Месторасположение
Возле Храма находится селение Деогарх в долине реки Бетва на самой границе между штатами Уттар-Прадеш и Мадхья-Прадеш. Во время открытия экспедицией Александра Каннингема храм стоял посреди леса, который поглотил храмовую постройку. В полукилометре от него расположена группа трёх десятков джайнских храмов, построенных несколько веков спустя, а также крепость Деогарх Карнали (Deogarh Karnali), основанная в начале XIII века.
Сегодня место расчищено для посещений туристами и исследователями. Храм находится на удалённом расстоянии от основных транспортных путей. В частности, в 30 км от близлежащего города Лалитпур (Уттар-Прадеш), в 220 км к западу от Кхаджурахо, в 250 км к югу от Гвалиора, в 230 км к северо-востоку от Бхопала и в 400 км к юго-западу от Канпура. Близлежащая железнодорожная станция находится в Лалитпуре, а ближайшие аэропорта с ежедневными рейсами — в Кхаджурахо и Бхопале.